# GP西フランス・プルエー2010
GP西フランス・プルエー2010は、GP西フランス・プルエーの73回目のレース。2010年8月22日に行われ、60名程の集団内のスプリントを制したマシュー・ゴスが優勝。

## 総合成績
| 順位 | 選手名                       | 国籍           | チーム                           | 時間          |
| ---- | ---------------------------- | -------------- | -------------------------------- | ------------- |
| 1    | マシュー・ゴス               | オーストラリア | サーヴェロ・テストチーム         | 6時間37分53秒 |
| 2    | タイラー・ファーラー         | アメリカ合衆国 | ガーミン・トランジションズ       | 同            |
| 3    | ヨアン・オフルド             | フランス       | フランセーズ・デ・ジュー         | 同            |
| 4    | レオナルド・ドゥケ           | コロンビア     | コフィディス                     | 同            |
| 5    | ホセ・ホアキン・ロハス       | スペイン       | ケス・デパーニュ                 | 同            |
| 6    | マウロ・サンタンブロージョ   | イタリア       | BMC・レーシングチーム            | 同            |
| 7    | ペーター・サガン             | スロバキア     | リクイガス・ドイモ               | 同            |
| 8    | フランチェスコ・ガヴァッツィ | イタリア       | ランプレ・ファルネーゼ＝ヴィーニ | 同            |
| 9    | マルコ・マルカート           | イタリア       | ヴァカンソレイユ                 | 同            |
| 10   | ロマン・フェイユ             | フランス       | ヴァカンソレイユ                 | 同            |
| 69   | 新城幸也                     | 日本           | Bbox ブイグテレコム              | +57秒         |
| DNF  | 土井雪広                     | 日本           | スキル・シマノ                   |               |